# Josef Kauper
Josef Kauper (geboren am 21. Juni 1899 in Bayreuth; gestorben am 5. November 1945 bei Amberg) war ein deutscher Rechtsanwalt in Nürnberg. 1945 war er von der amerikanischen Militärregierung eingesetzter Oberbürgermeister von Bayreuth.

## Leben
Kauper studierte an der Friedrich-Alexander-Universität Erlangen Rechtswissenschaft. Er nahm als Freiwilliger am Ersten Weltkrieg teil und wurde 1917 zum Unteroffizier ernannt. 1919 wurde er im Corps Onoldia recipiert; in jenem Jahr kämpfte er im Freikorps Epp gegen die Münchner Räterepublik. Im Erlanger Studentenbataillon stellte er sich im März 1920 in Nürnberg gegen die Spartakisten. 1922 wurde er in Erlangen zum Dr. iur. promoviert.
1925 ließ er sich in Nürnberg als Rechtsanwalt nieder. In der Zeit des Nationalsozialismus schrumpfte seine Mandantschaft. Seine Mutter war Jüdin. Obwohl er Frontkämpfer war, wurde er wegen seiner Abstammung angefeindet und aus Vereinen ausgeschlossen. Aus seinem Beruf gedrängt wurde er nicht. Als 2. Vorsitzender von Onoldias Philisterverein gehörte er zu den vier Ansbachern, die ihr Band unter dem Druck des Arierparagraphen „freiwillig“ niederlegten; dem Corps blieb er aber zeitlebens eng verbunden. Er entging 1944 der Kommandierung in ein Arbeitsbataillon, musste aber einige Monate Zwangsarbeit verrichten.
Die Militärregierung in der Amerikanischen Besatzungszone ernannte ihn beim Beantragen eines Passierscheins nach Nürnberg am 24. April 1945 kurzerhand zum Oberbürgermeister seiner Heimatstadt ab dem folgenden Tag. Kauper erwies sich als zielstrebiger und umsichtiger Nothelfer, der die Auseinandersetzung mit der Militärregierung nicht scheute. Ein zentrales Anliegen war ihm die Ansiedlung von Industrie. Am 3. November 1945 gründete er in Bayreuth die Liberal-Demokratische Partei (LDP), einen Vorläufer der FDP. Zwei Tage später kam er bei einem Verkehrsunfall auf einer Dienstfahrt nach Regensburg ums Leben. Am Steuer seines Dienstwagens kollidierte er bei Amberg frontal mit einem Pferdefuhrwerk und erlag seinen Verletzungen; seine beiden Begleiter – der Stadtbaurat und der Leiter des Tiefbauamts – überlebten.
Kauper hinterließ seine Frau und drei Kinder. Für die Wiederaufnahme des Ansbacherbandes starb er zu früh.